# Poecilia

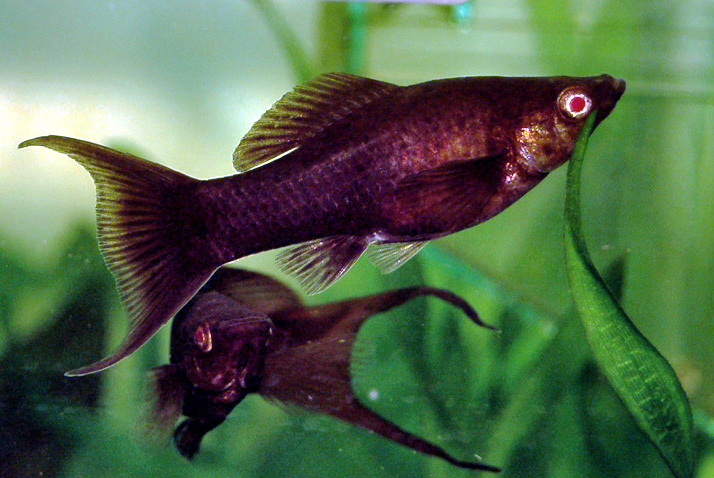
Ejemplares de Poecilia sphenops con la cola en forma de lira.

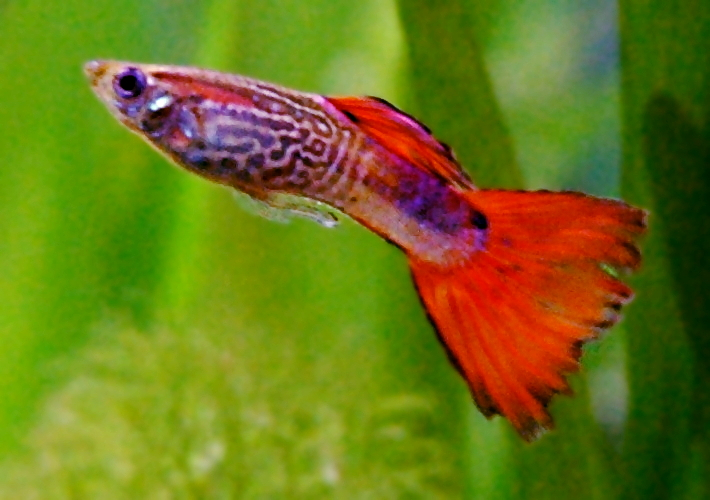
Ejemplar macho de Poecilia reticulata.

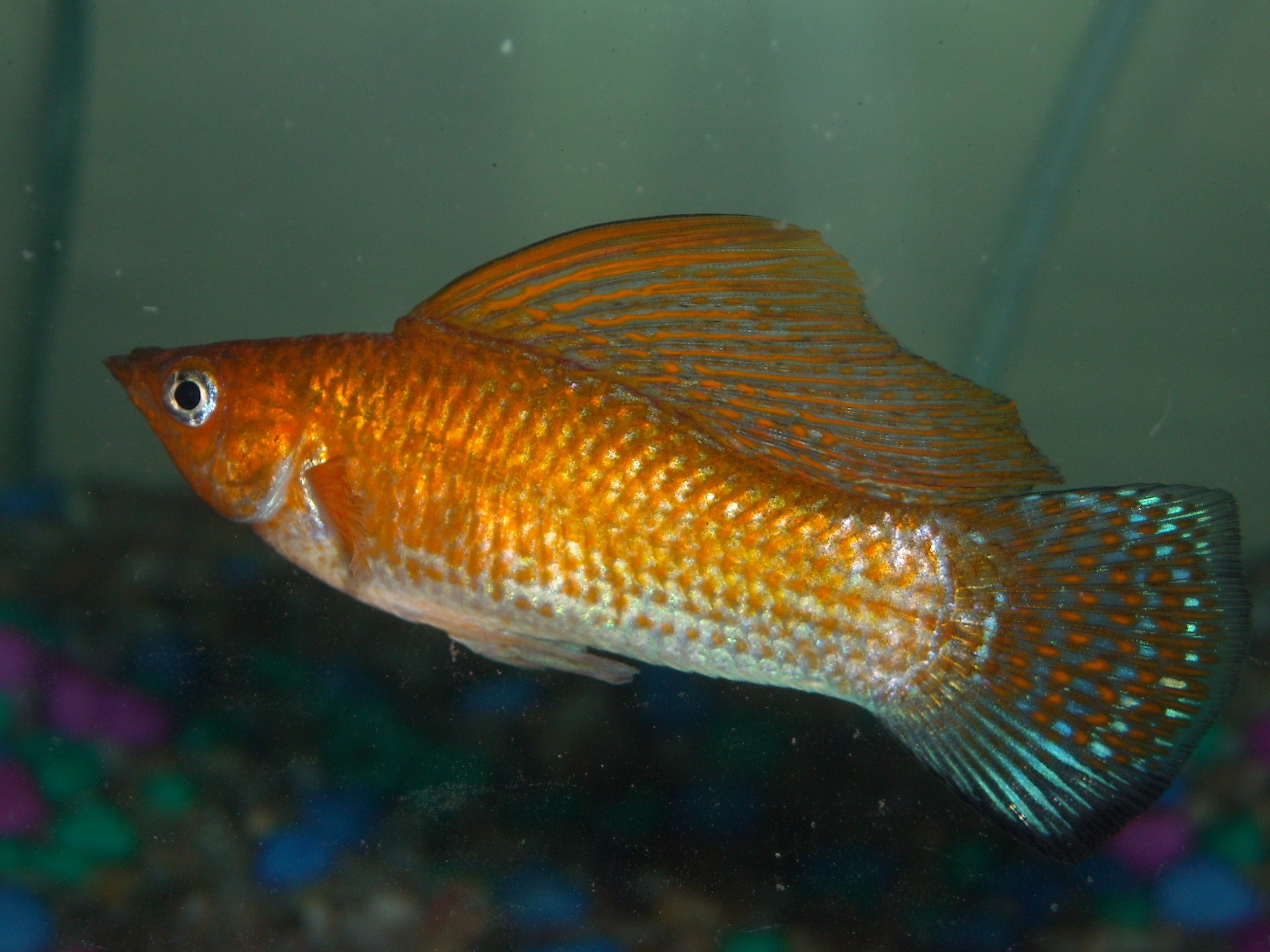
Poecilia velifera.

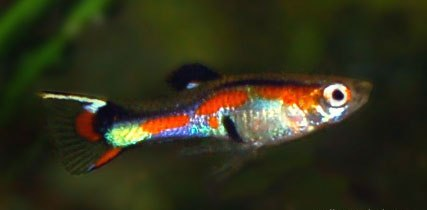
Poecilia wingei.

Los poécilos (Poecilia) son un género de peces actinopeterigios de agua dulce, distribuidos por ríos de América Central, América del Sur y América del Norte.

## Especies
Existen unas cuarenta especies reconocidas en este género:
- Poecilia boesemani Poeser, 2003
- Poecilia butleri Jordan, 1889
- Poecilia catemaconis Miller, 1975
- Poecilia caucana (Steindachner, 1880)
- Poecilia caudofasciata (Regan, 1913)
- Poecilia chica Miller, 1975
- Poecilia dauli Meyer y Radda, 2000
- Poecilia dominicensis (Evermann y Clark, 1906)
- Poecilia elegans (Trewavas, 1948)
- Poecilia formosa (Girard, 1859)
- Poecilia gillii (Kner, 1863)
- Poecilia hispaniolana Rivas, 1978
- Poecilia hondurensis Poeser, 2011
- Poecilia kempkesi Poeser, 2013
- Poecilia koperi Poeser, 2003
- Poecilia kykesis Poeser, 2002
- Poecilia latipinna (Lesueur, 1821)
- Poecilia latipunctata Meek, 1904
- Poecilia marcellinoi Poeser, 1995
- Poecilia maylandi Meyer, 1983
- Poecilia mechthildae Meyer, Etzel y Bork, 2002
- Poecilia mexicana Steindachner, 1863
- Poecilia nicholsi (Myers, 1931)
- Poecilia obscura Schories, Meyer y Schartl, 2009
- Poecilia orri Fowler, 1943
- Poecilia parae Eigenmann, 1894
- Poecilia petenensis Günther, 1866
- Poecilia reticulata Peters, 1859
- Poecilia rositae Meyer, Schneider, Radda, Wilde y Schartl, 2004
- Poecilia salvatoris Regan, 1907
- Poecilia sarrafae Bragança y Costa, 2011
- Poecilia sphenops Valenciennes, 1846
- Poecilia sulphuraria (Álvarez, 1948)
- Poecilia teresae Greenfield, 1990
- Poecilia vandepolli Van Lidth de Jeude, 1887
- Poecilia velifera (Regan, 1914)
- Poecilia Vetiprovidentae (Fowler, 1950)
- Poecilia vivipara Bloch y Schneider, 1801
- Poecilia waiapi Bragança, Costa y Gama, 2012
- Poecilia wandae Poeser, 2003
- Poecilia wingei Poeser, Kempkes y Isbrücker, 2005